# African American Museum and Library at Oakland

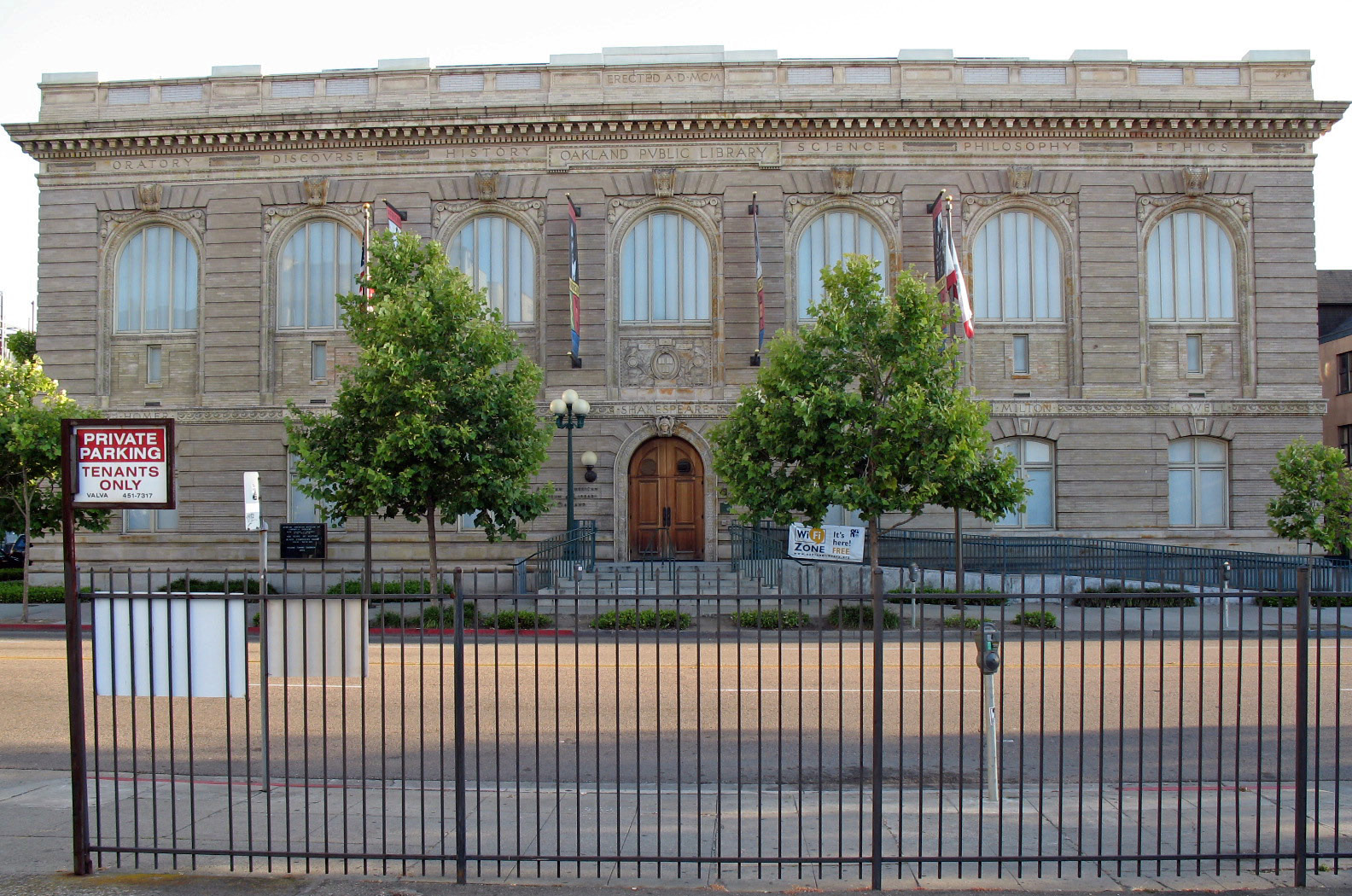
African American Museum and Library at Oakland (2009)

Das African American Museum and Library at Oakland (AAMLO) ist ein städtisches Museum und zugleich eine Präsenzbibliothek (ohne Leihmöglichkeit) zur Geschichte der Afroamerikaner in Nordkalifornien und der San Francisco Bay Area. Es gilt als größtes Museum dieser Art in Nordkalifornien. Das Carnegie-Gebäude im Beaux-Arts-Stil aus dem Jahr 1901 ist seit dem 11. August 1983 im National Register of Historic Places als Baudenkmal verzeichnet. Außerdem gilt es ein Oakland Landmark.
Die ursprüngliche Privatsammlung stammte von 1946. Später wurden das Museum und die Bibliothek in  East Bay Negro Historical Society, Northern California Center for Afro-American History & Life und African American Museum and Library at Oakland (seit 1994) umbenannt.
Die Einrichtung ist seit 2002 in ehemaligen Gebäude der Oakland Public Library (1902–1951) und der Charles S. Greene Branch Library (1951–1971) aus dem Jahr 1901 untergebracht, welches durch die US-amerikanischen Architekten Walter Danforth Bliss und William Baker Faville errichtet und 2001 durch MWA Architects für 11,2 Millionen Dollar saniert wurde. Zuvor wurde es 1989 durch ein Erdbeben beschädigt.
Mehr als 160 Sammlungen sind im Archivbestand, darunter zu Martin Luther King, Malcolm X und der Black Panther Party (eine der größten Sammlungen überhaupt). Es werden Bücher (ca. 12.000), Fotografien, Manuskripte, Briefe, Mikrofilme und Videos gesammelt.